# Deszczownia (rolnictwo)
Deszczownia – urządzenie mechaniczne rozpylające wodę w postaci sztucznego deszczu, służące do powierzchniowego nawadniania upraw polowych i warzywnych, sadów, winnic, łąk itp. Deszczownie wiosną wykorzystuje się także do zapobiegania uszkodzeniom kwiatów lub innych części roślin przez przymrozki. Deszczownia składa się z pompowni, sieci wodociągów doprowadzających i rozprowadzających wodę oraz odpowiednich zestawów zraszaczy pracujących pod ciśnieniem około 0,4 MPa.
Rodzaje deszczowni:
- stałe, posiadające ruchome tylko zraszacze,
- półstałe, ze stałymi rurociągami głównymi a przenośnymi rurociągami bocznymi i zraszaczami,
- przenośne, posiadające przewoźną pompę i przetaczane lub przesuwane rurociągi.

## Zobacz też

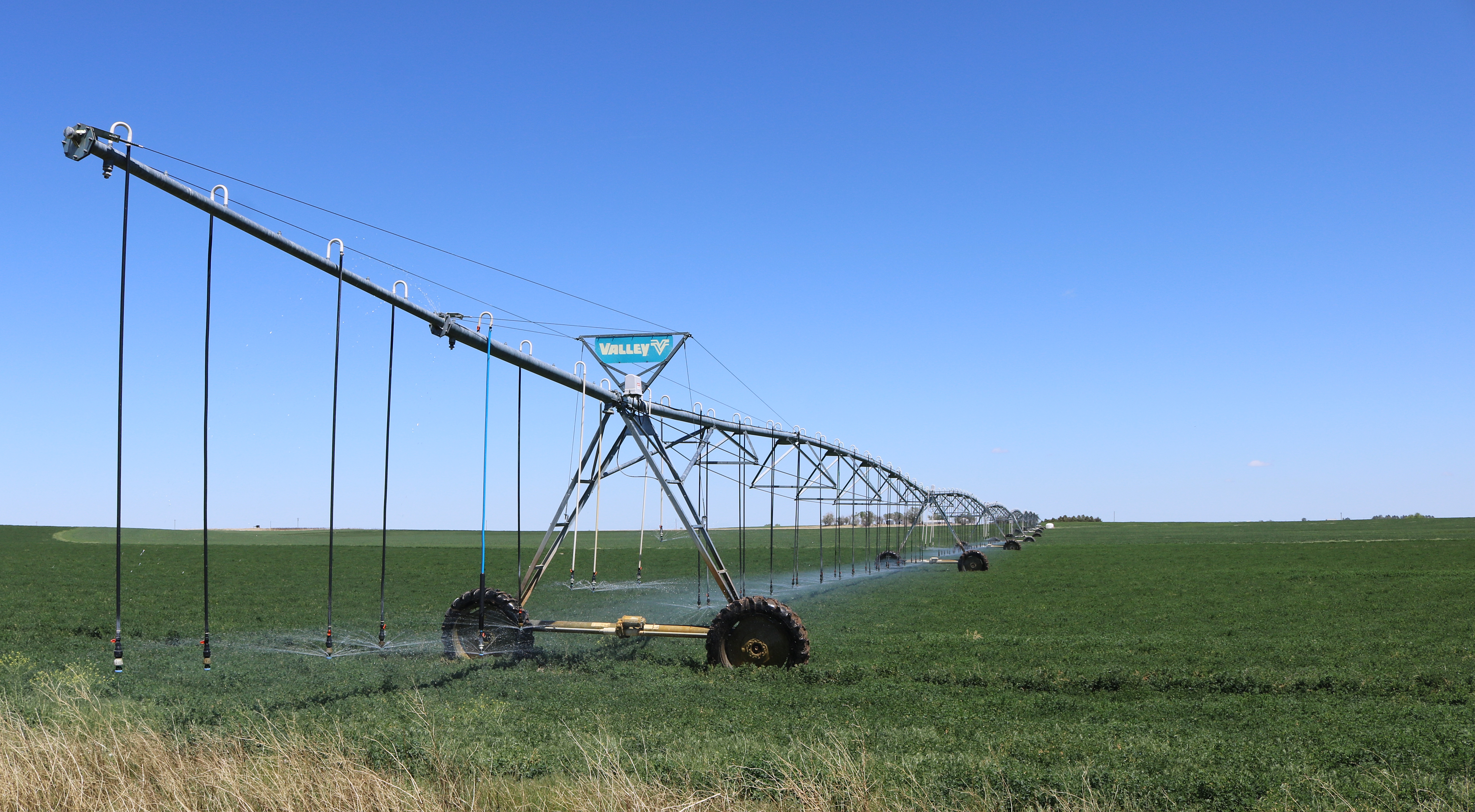
Deszczownia
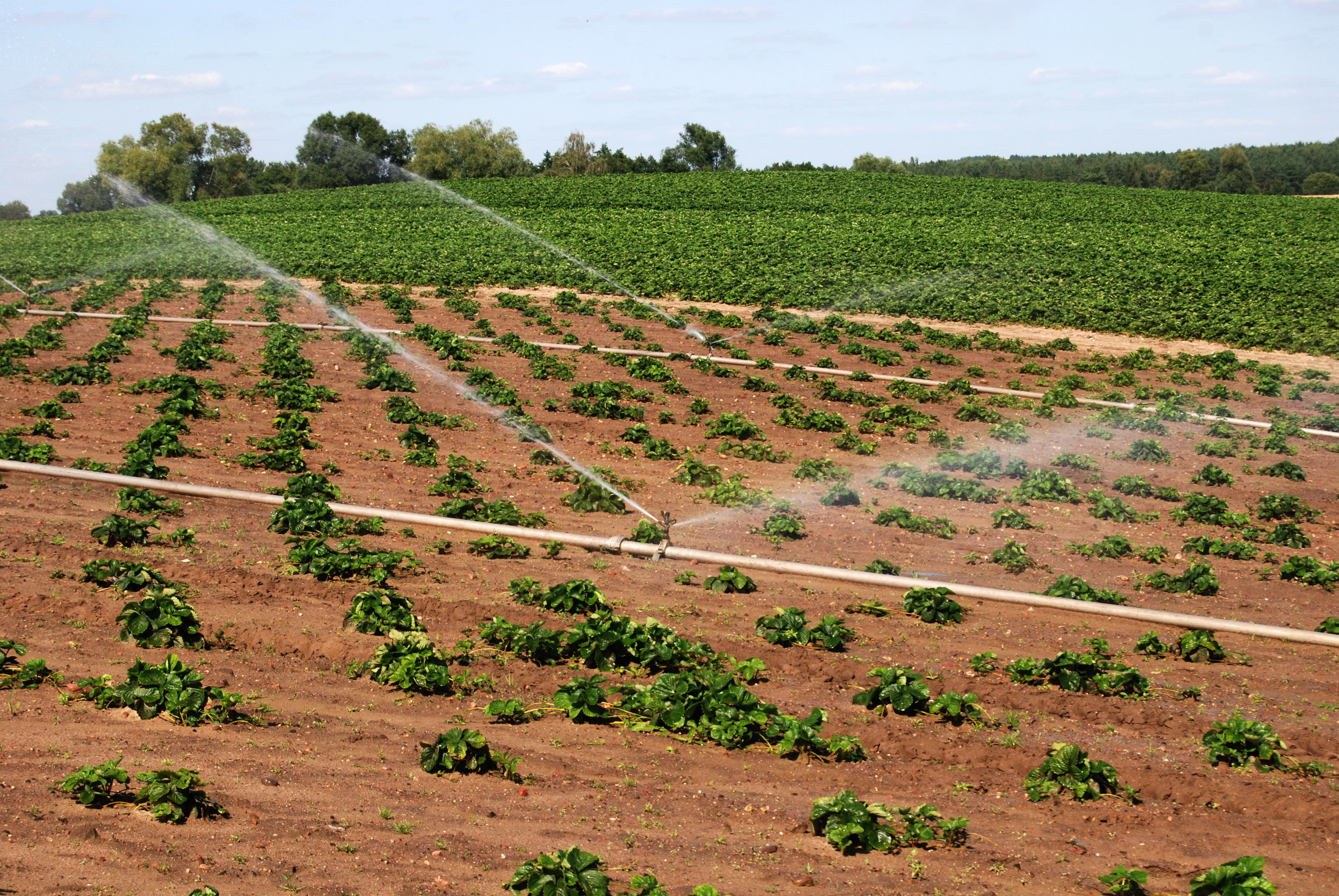
Deszczownia przestawna
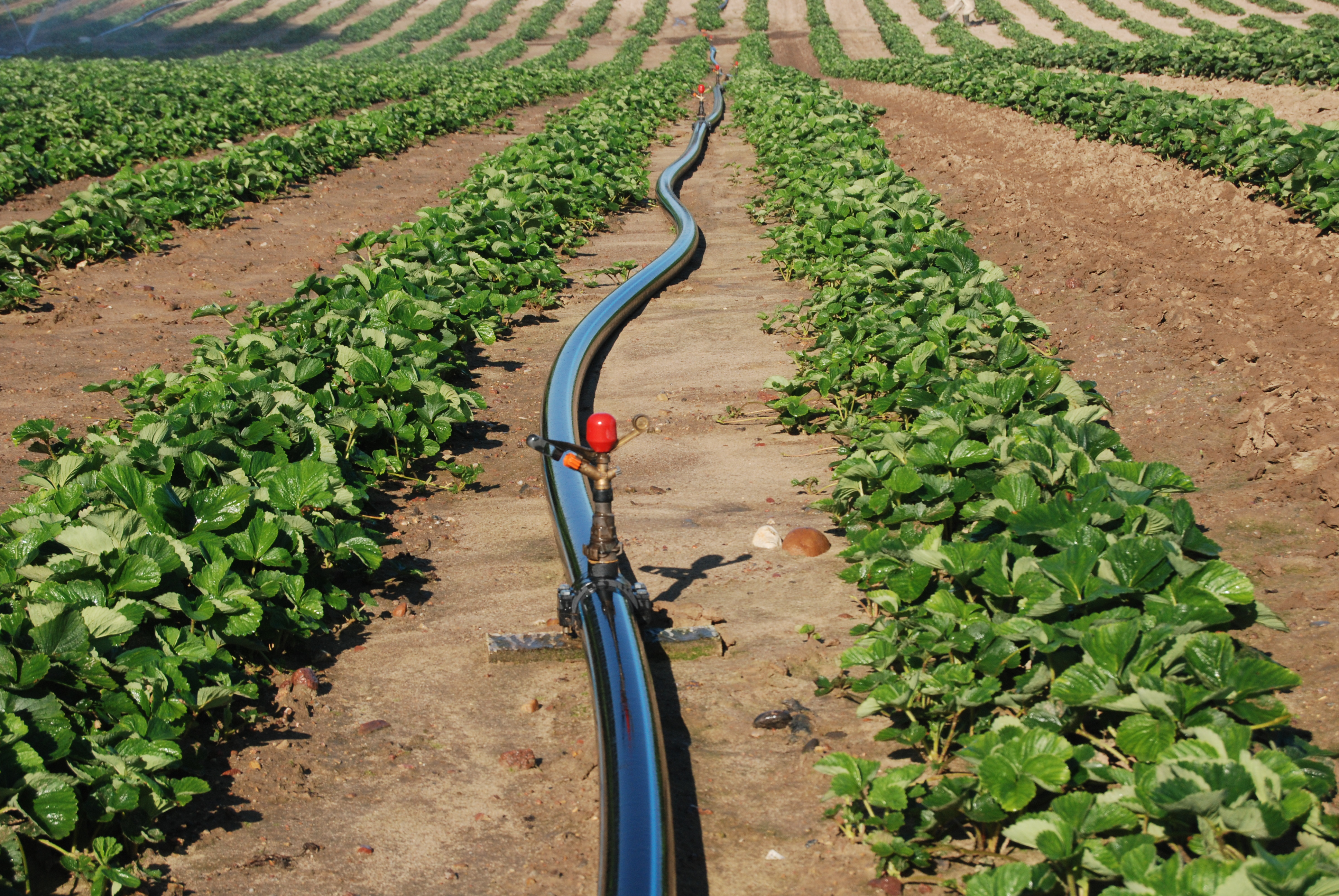
Deszczownia stała
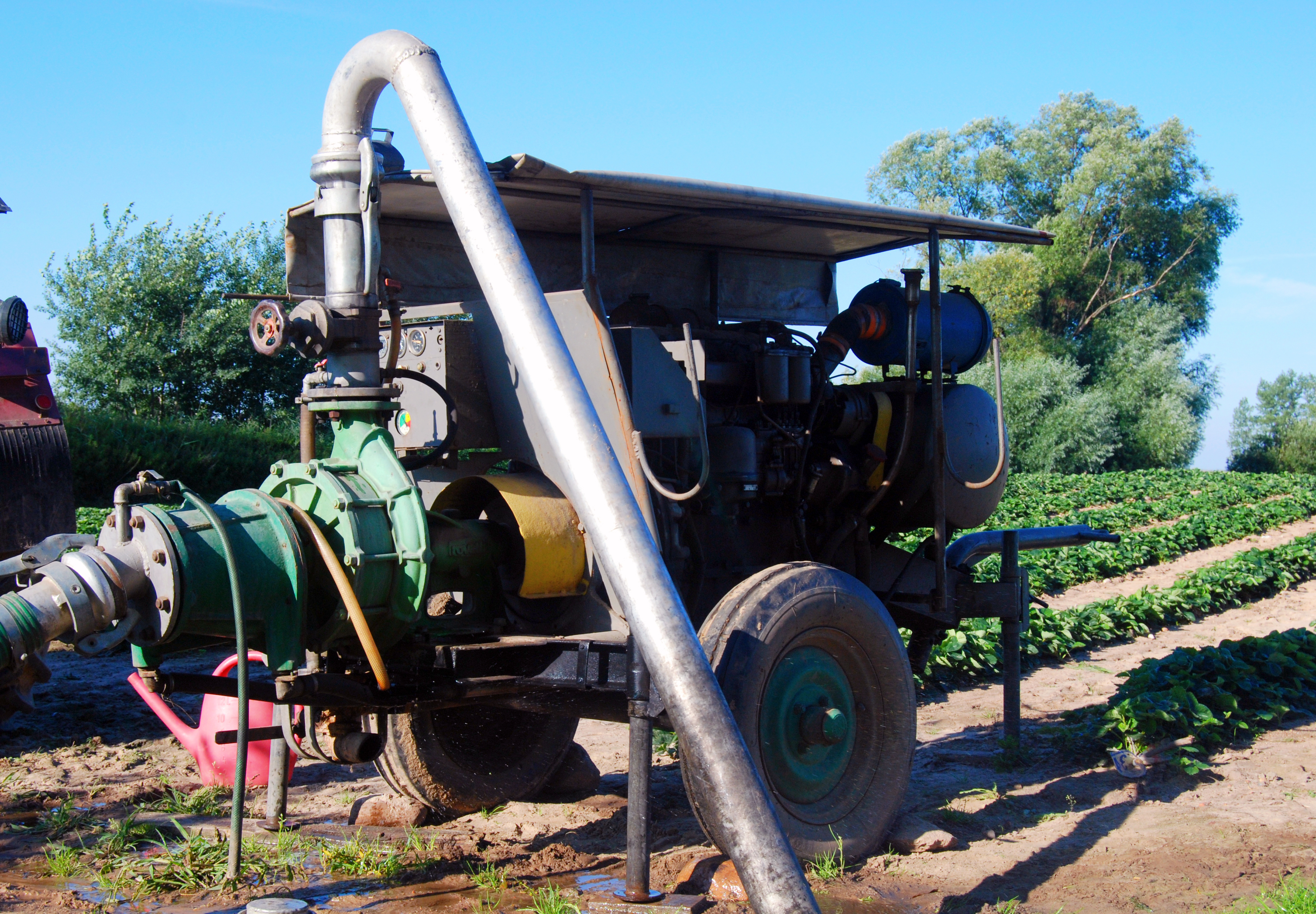
Przewoźna pompa do deszczowni
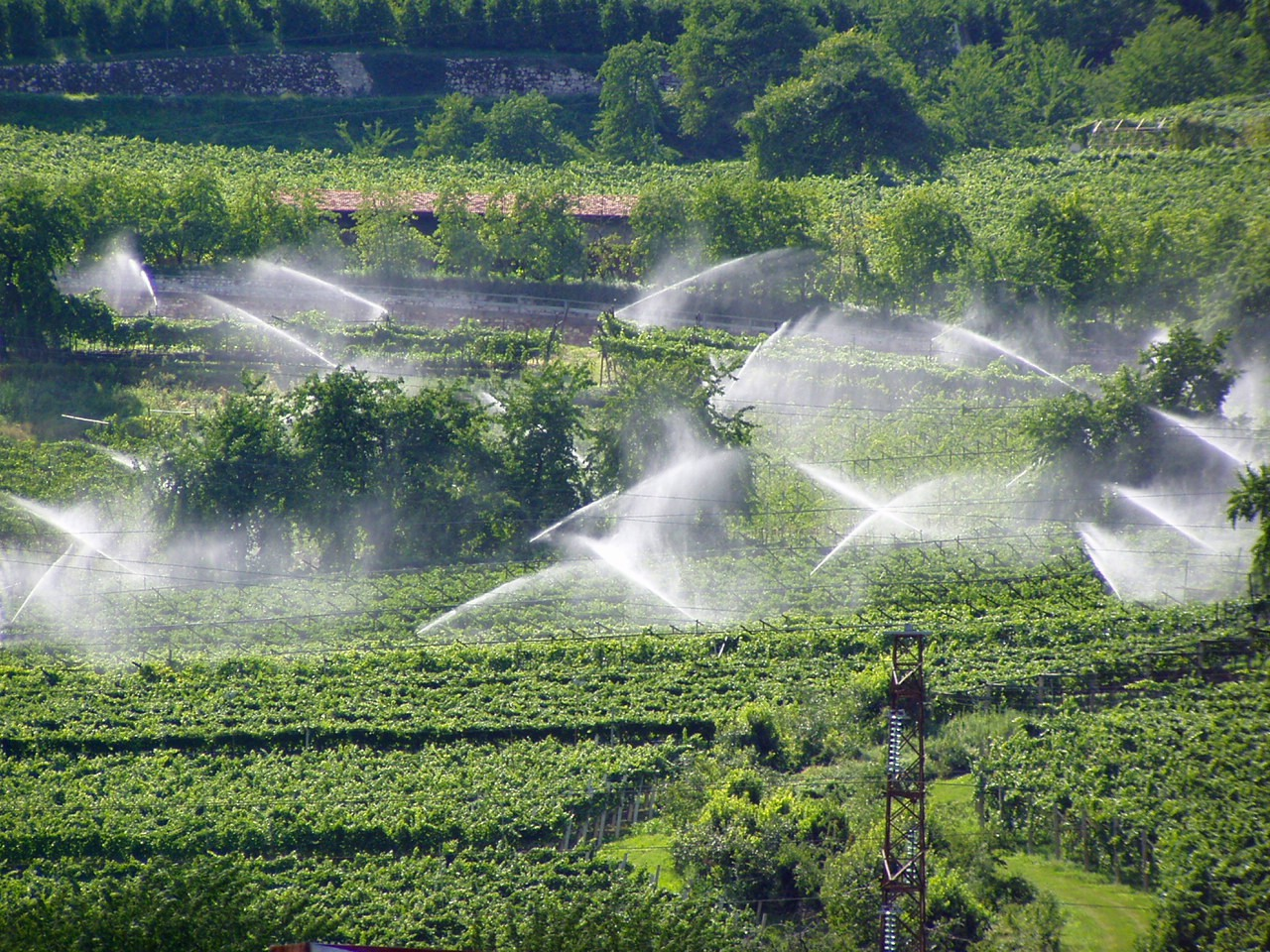
Deszczownie w winnicy
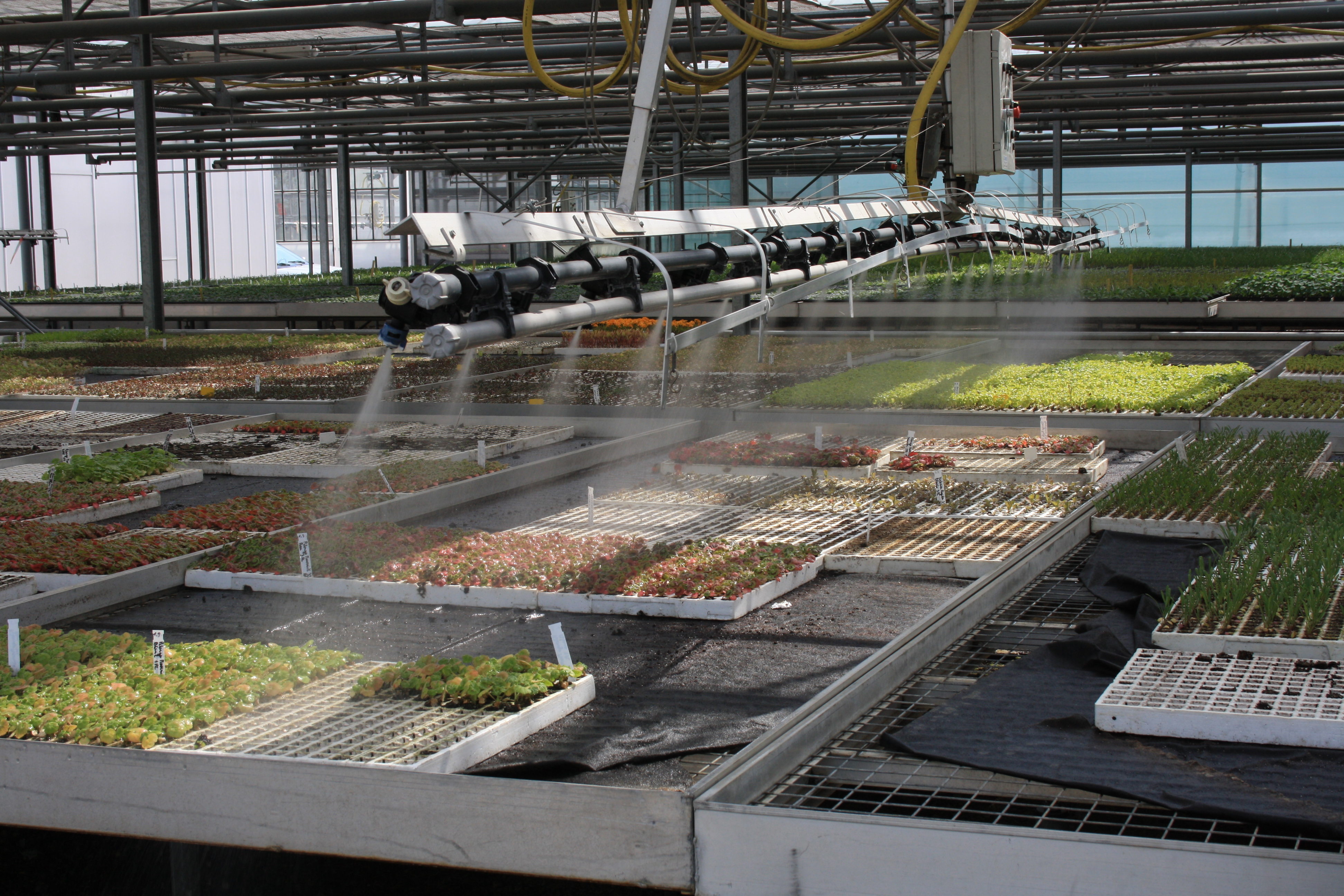
Deszczownie nad sadzonkami w zadaszeniu
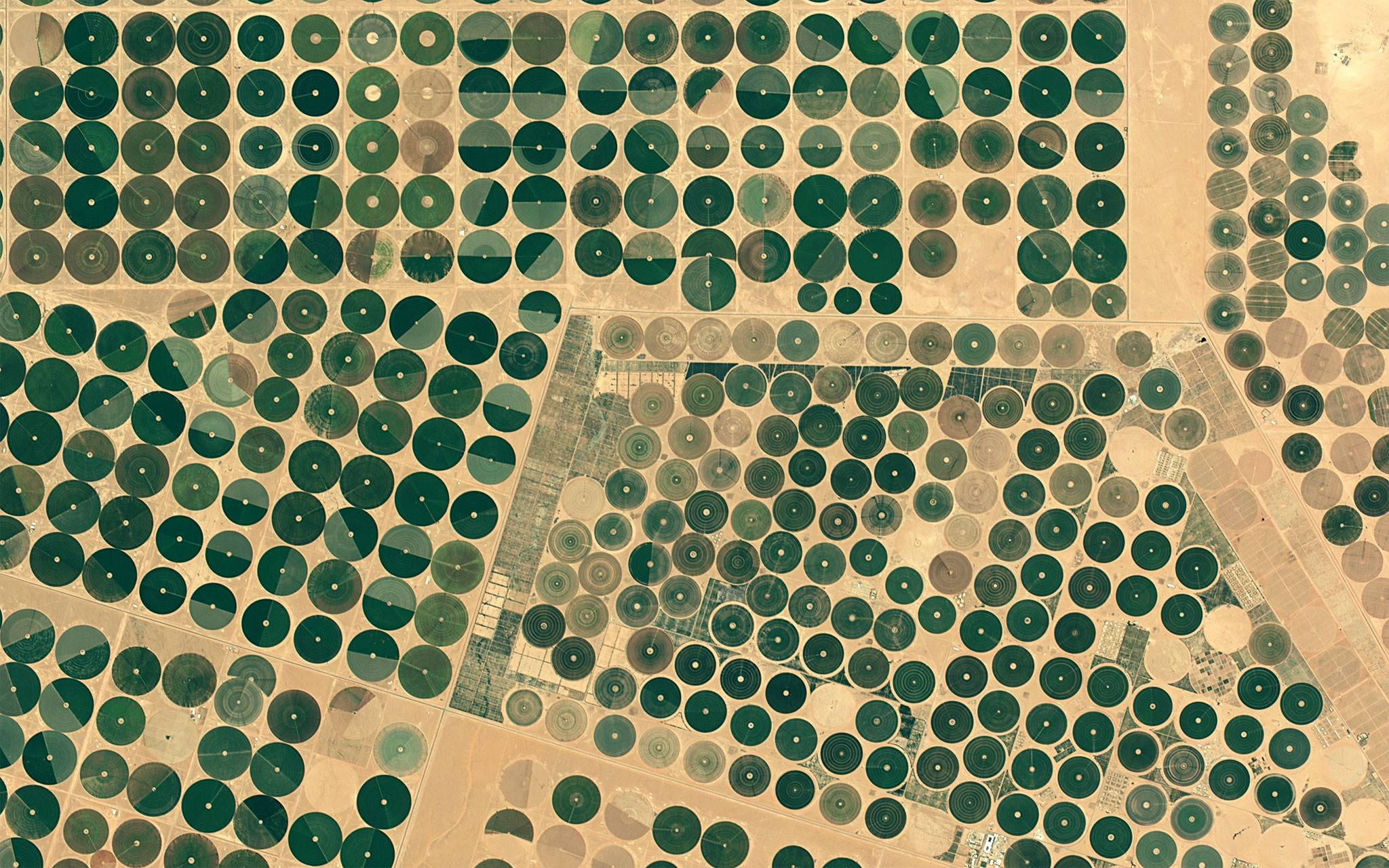
Zdjęcie satelitarne pól nawadnianych deszczowniami